# Institutul Național de Cercetare-Dezvoltare în Informatică
Institutul Național de Cercetare-Dezvoltare în Informatică (ICI București) este un institut de cercetare-dezvoltare și inovare în domeniul tehnologiilor informației și comunicațiilor din România.
În anul 2010, ICI avea 200 de angajați.

## Biblioteca Națională de Programe
În ianuarie 2011, ICI împreună cu Ministerul Comunicațiilor și Societății Informaționale (MCSI) a lansat Biblioteca Națională de Programe (BNP), cu scopul de a facilita accesul administrației publice și al mediului de afaceri la programe.
Printre serviiciile furnizate de BNP se numără înregistrarea de produse software, informarea periodică asupra produselor noi înregistrate în baza de date, asistența tehnică de căutare în bibliotecă, intermedierea între furnizori și potențialii utilizatori, livrarea documentației despre produsele program, furnizarea de produse-program, certificarea functionalității produselor-program înregistrate în sistem.
O bibliotecă de aplicații software a funcționat și înainte de 1989, în cadrul ICI, acesta numindu-se „Laborator «Biblioteca Națională de Programe»”.
În 1990, laboratorul s-a desprins de ICI devenind unitatea economică Centrul Național de Difuzare Produse Informatice (CNDPI), înregistrată în 1991 sub marca Romsoft.
Romsoft a devenit societate pe acțiuni în 1992, statul deținând pachetul majoritar, iar din 1999, capitalul social al firmei este integral privat.